# The Dawn Trail
The Dawn Trail és una pel·lícula de western estatunidenca de 1930, dirigida per Christy Cabanne. És protagonitzada per Marceline Day, Miriam Seegar i Charles Morton, i es va estrenar el 28 de novembre de 1930. Va ser reversionada el 1939 amb el nom de Texas Stampede.

## Repartiment
- Buck Jones com Larry
- Miriam Seegar com June
- Charles Morton com Mart
- Erville Alderson com Denton
- Edward J. Le Saint com Amos
- Charles King com Skeets
- Hank Mann com Cock Eye
- Vester Pegg com Mac
- Slim Whitaker com Steve
- Charles Brinley com Nestor

## Producció
El setembre de 1930, es va anunciar que Christy Cabanne havia estat escollit per dirigir la pel·lícula. Havia de ser la quarta entrega d'una sèrie de vuit films protagonitzats per Buck Jones. A l'octubre es va revelar que Miriam Segar i Charles Morton s'havien afegit al repartiment. Una setmana més tard, les publicacions comercials van imprimir que Erville Anderson i Hank Mann també s'unien a la producció. A principis de novembre, Slim Whitaker i Edward J. Le Saint es van anunciar com a incorporacions al repartiment.

## Recepció
The Film Daily li va donar una crítica molt positiva, dient que era un "molt bon western amb una història intel·ligent ben dirigida i acció i suspens fins al final". Van felicitar la direcció per incloure tocs que normalment no es veuen a les pel·lícules de l'oest . Van sentir que la història estava ben feta, i no "només una excusa per penjar les seqüències de cavalcada i lluita". Van comentar que Buck Jones va demostrar que era una de les millors estrelles de l'oest. Harrison's Reports també va gaudir de la pel·lícula, qualificant-la de "molt bon melodrama, amb acció ràpida".